# Jacques Gillot
Pour les articles homonymes, voir Gillot.
Jacques Gillot, né le 4 mars 1948 au Gosier (Guadeloupe), est un homme politique français, président du conseil général de la Guadeloupe de 2001 à 2015 et sénateur de 2004 à 2017.

## Biographie
Médecin de profession, Jacques Gillot est élu en 1989 maire du Gosier, commune dont il est ensuite adjoint au maire. En 1993, il devient conseiller général du canton du Gosier-1 et prend la présidence du conseil général en 2001.
Il est élu sénateur le 26 septembre 2004 et réélu le 25 septembre 2011. Il est membre du groupe socialiste et siège à la commission des Affaires étrangères, de la Défense et des Forces armées.
Il est membre fondateur de Guadeloupe unie, socialisme et réalités (GUSR), un parti local de gauche assimilé au Parti socialiste, mais qui devient en 2017 proche de La République en marche.
Il est marié et père de trois enfants.

## Détail des mandats et fonctions

### Au Sénat
- 2004 - 2017 : sénateur de la Guadeloupe

### Au niveau local
- 1989 - 2001 : maire du Gosier
- 1993 - 2015 : conseiller général du canton du Gosier-1
- 1998 - 2001 : conseiller régional de la Guadeloupe
- 1998 - 2001 : premier vice-président du conseil général de la Guadeloupe
- 2001 - 2015 : président du conseil général de la Guadeloupe
- 2015 - 2021 : conseiller départemental du canton du Gosier